# 문장 (상징)

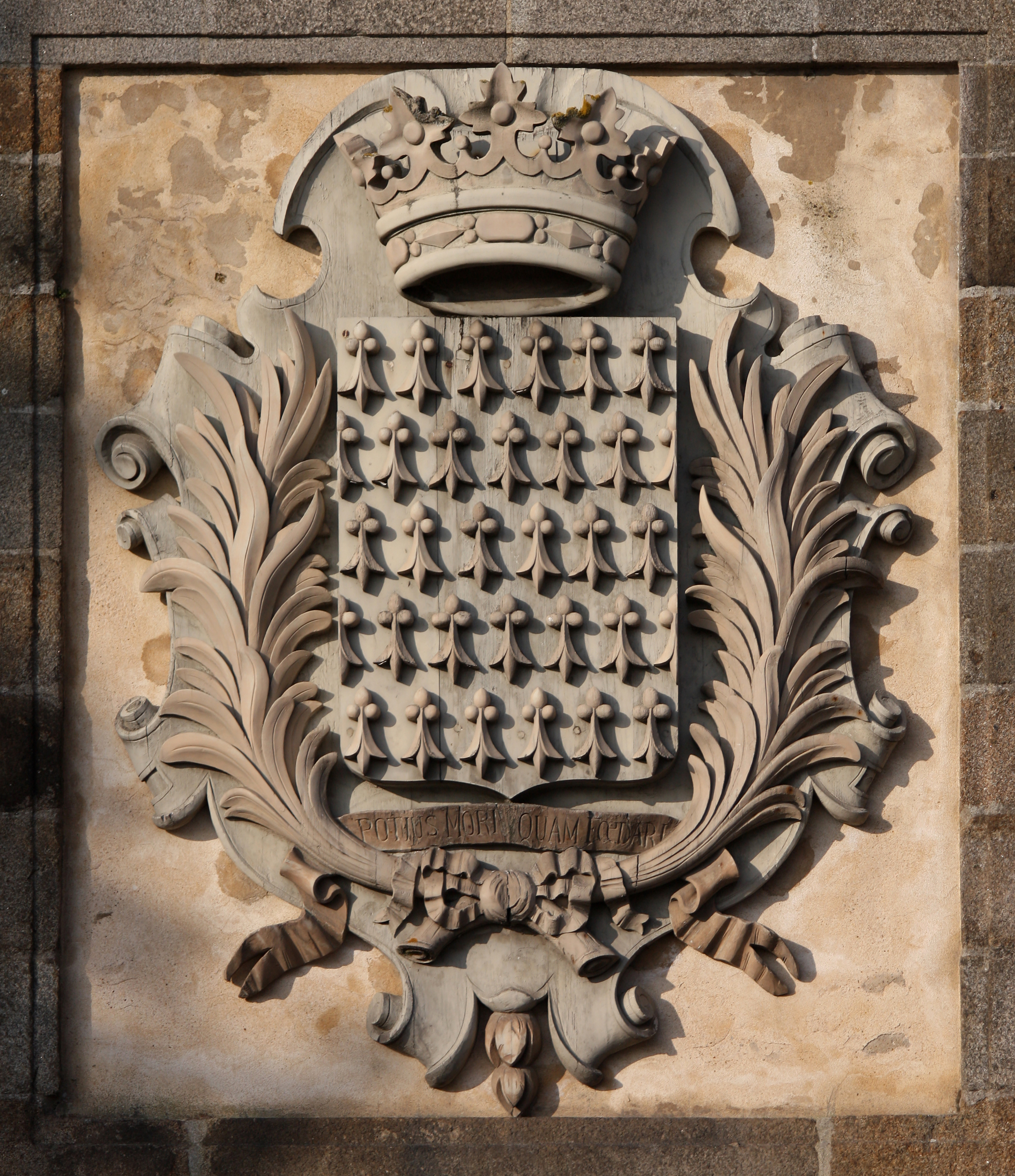

문장(紋章, 영어: coat of arms)은 국가나 가문, 단체, 개인 등을 상징하는 상징표이다. 방패휘장(防牌徽章, shield of arms)이라고도 한다.

## 문장의 발생과 형성
서양에서는 이미 문장이 고대 국가 시기에 국가나 국왕의 상징(Symbol)으로 사용되었다.고대 시기가 지나고 중세 유럽에서는 십자군 원정을 계기로 본격적으로 문장이 발생, 보급되었다. 십자군 원정 외에도 왕족이나 귀족들의 인장의 사용이나 기사들의 토너먼트에서 사용된 것 등 여러 발전 요인이 있다. 십자군 원정은 튀르크족의 침공에 위협을 느낀 비잔티움 제국의 황제 알렉시오스 1세의 군사 원조로 인해 시작되었다. 비잔티움 황제의 원조 요청을 받은 당시 로마 교황 우르바노 2세는 서유럽의 군주, 제후들에게 십자군을 결성하여 제국을 구하고 성지 예루살렘의 이교도로부터 해방시킬것을 호소하였고, 교황의 호소에 따라 십자군 원정군이 형성되게 되었다. (제1차 십자군)
1차 십자군 원정에 참가한 서유럽 기사들은 전원 회백색으로 된 갑옷으로 신체를 감싸고 얼굴을 투구로 덮었는데, 이때문에 적군과 아군을 구별하는 것이 어려웠다. 특히 투구는 전장에서 다른 사람을 식별하는 것을 불가능하게 만들었다. 이러한 문제점 때문에 독특한 도안과 색채로 만든 기나 군기, 문장이 등장하여 개인과 군대, 국가를 구별하는 표식으로 활용되었다. 특히 문장은 기사의 생명이라고 할 수 있는 방패 표면에 장식되었다.이 때문에 서양에서는 문장을 coat of arms (코트 오브 암스)[*]라고 부르며, 문장을 나타낸 방패를 Shield of arms (실드 오브 암스)[*]라고 하였다. 방패의 모양은 시대에 따라 변화를 겪고 점차 장식적으로 변했지만 보통 간단한 모양이었다.
나중에는 왕족이나 귀족 이외에도 상류층이나 대학, 조합 등의 다른 단체에서도 사용하게 되었다. 이렇게 문장의 중요성이 대두되면서 14세기 이후 문장관(영어: Officer of arms)이라는 직업이 생겨났다. 문장관은 왕이나 귀족의 직속 관리로 고용되어 주권으로부터 문장의 관리, 통괄, 기록 뿐만 아니라 문장 위반, 문장 다툼의 중재 및 처벌까지 위탁받았다 문장관의 등장으로 문장의 구성 방법이 체계화되면서, 문장과 문장을 가진 가문의 역사를 연구하는 문장학(紋章學, 영어: heraldry)이라는 학문도 나타났다.기사 계급이 몰락한 이후 문장은 지위, 계급, 직위를 과시할 수 있는 부속물을 덧붙여 화려한 형태로 변화하였다.

## 문장의 종류
문장은 본래 십자군 이후 본격화되었기 때문에 왕족, 귀족, 기사계급만이 사용하였으나, 근세에 들어 사용자Armiger (아미저)[*]의 계급범위가 넓어졌다.
- 국가 문장
- 왕실 문장
- 도시 문장
- 교회 문장
  - 성직자 문장
- 학교 문장
- 조합 문장
- 단체 문장

이 외에도 영주의 문장과 특별한 가문에 속하는 세습문장, 결혼에 의해 이뤄진 문장과 계승된 신분을 나타내는 문장인 가문(家紋) 및 개인 문장 등이 있었다.

## 문장의 구성
- 표어(Slogan (슬로건)[*])
- 투구장식(Crest (크레스트)[*])
- 화환(Torse (토르스)[*])(Wreath (리드)[*])
- 망토(Mantling (맨틀링)[*])
- 투구(Helmet (헬멧)[*])
- 왕관(Crown (크라운)[*])
- 방패(Escutcheon (이스커천)[*])
- 훈장(Order (오더)[*])
- 좌우명(Motto (모토)[*])
- 방패잡이(Supporters (서포터스)[*])
- 지반(Compartment (컴파트먼트)[*])

표어는 스코틀랜드 문장에서 전래되었으며, 보통 제 2의 좌우명(Motto)으로 사용된다. 투구장식은 방패형 문장의 꼭대기 장식을 가리키는데, 모든 문장에 항상 투구장식이 있는 것은 아니다. 화환은 투구장식을 받치기 위해 삽입되며, 투구 맨꼭대기에 위치한다. 보통은 기본색이나 금속으로 꾸며져 있다. 보통 화환이 문장에 들어갈 경우 문장의 뒤편으로 늘어뜨려진 망토(Mantling)를 같이 삽입한다.투구는 기사 시대의 영향으로 삽입하게 되었으며, 문장을 사용하는 사람의 지위나 시대에 따라 매우 다양한 형태가 있다. 왕관은 보통 왕족들의 문장에 들어간다. 방패는 문장의 기본요소로, 각종 무늬와 색채가 들어간다. 훈장은 국가, 군주, 왕족, 단체 등이 수여자의 공적을 기리기 위해 수여한 명예를 나타내는 문양이다. 좌우명은 문장의 제명을 말하며 보통 스크롤(Scroll)이라는 리본에 써넣는다. 방패잡이는 문장의 방패 양 옆에 서는 한 쌍의 부속물(보통 동식물)을 가리킨다. 지반은 방패잡이를 삽입할 경우 그 아래에 위치하며, 보통 바위나 산을 넣는다.

## 같이 보기
- 상징표
- 국장 (國章)
- 로고
- 문장학
- 가몬